# نقيل الماء (ذي السفال)

تعديل مصدري - تعديل

نقيل الماء محلة تابعة لقرية ذي جبيب، التابعة لعزلة ذي الحود ومعاين بمديرية ذي السفال إحدى مديريات محافظة إب في الجمهورية اليمنية، بلغ تعداد سكانها 29 حسب تعداد اليمن لعام 2004.